# Легат (титула)
Легати су, у доба касне републике, били сенатори, који су служили под војним заповедницима, и на чију су препоруку били наименовани од Сената. Помпеј и Цезар су наименовали своје легате, који су имали пропреторска овлашћења и често су практиковали полунезависну команду.
”Улога легата се јасно разликује од улоге заповедника; први морају све радити у складу са правилима, док други морају, без ограничења, одлучивати о свеобухватној стратегији.”
 (Caesar, BCiv 3. 51).
“Јер је другачија улога легатова, а другачија заповједникова; један све ради по заповједи, а други може слободно да одлучује о најважнијим пословима.”
 (превод др Ахмеда Тузлића).
Август је развио ову идеју тако што је, поставио легата, сенатора конзуларног ранга, који је касније имао титулу legatus Augusti propraetore, да управља сваком провинцијом за коју је био одговоран, осим Египта, који је имао коњичке официре. Сваком легијом у провинцији управљао је сенатор са преторским овлашћењима (лат. Legatus legionis), који је био потчињен намеснику.
У провинцијама са једном легијом намесник је командовао и том легијом, осим у Африци, где је Гај поставио посебног легата, остављајући проконзула за цивилну администрацију. Легати Аугусти су ретко држали више од два старија заповедника, углавном у трајању од три године. Многи су своје каријере забележили на споменицима, међутим, тумачење ових записа је дискутабилно и остаје сумња у то да ли су многи од њих били систематски припремани за војну команду, или имали значајније војно искуство.
Легатус Аугусти пропреторе су, такође, одређивали сенатора са посебним задатком. Њега је постављао владар, написмено, од II века као свог саветника и пратиоца (цомес) у походима.